# سوزان ألكورن
سوزان ألكورن (بالإنجليزية: Susan Alcorn)‏ هي عازفة قيثارة وملحنة أمريكية، ولدت في 1953.

## وصلات خارجية
- سوزان ألكورن على موقع ميوزك برينز (الإنجليزية)
- سوزان ألكورن على موقع أول ميوزيك (الإنجليزية)
- سوزان ألكورن على موقع ديسكوغز (الإنجليزية)